# بالينيا (لاعب كرة قدم)
بالينيا (بالبرتغالية: Jorge Ferreira da Silva‏) هو لاعب كرة قدم برازيلي في مركز الوسط، ولد في 14 ديسمبر 1967 في Carangola ‏ في البرازيل. شارك مع منتخب البرازيل لكرة القدم. أما مع النوادي، فقد لعب مع أليانزا ليما وريال مايوركا وغريميو بورتو أليغرينزي ونادي أمريكا ونادي بوتافوغو اس بي ونادي ساو باولو ونادي سبورتينغ كريستال ونادي شابيكوينسي ونادي غاما ونادي فلامنغو ونادي كروزيرو.

## وصلات خارجية
- بالينيا على موقع قاعدة بيانات كرة القدم.إي يو (الإنجليزية)
- بالينيا على موقع ناشيونال فوتبول تيمز (الإنجليزية)
- بالينيا على موقع عالم كرة القدم.نت (الإنجليزية)